# Nepenthes danseri
Nepenthes danseri este o specie de plante carnivore din genul Nepenthes, familia Nepenthaceae, ordinul Caryophyllales, descrisă de Jebb și Martin Roy Cheek. Conform Catalogue of Life specia Nepenthes danseri nu are subspecii cunoscute.